# Max Kämpf
Max Kämpf (Basilea, 15 maggio 1912 – Basilea, 26 settembre 1982) è stato un pittore svizzero.

## Biografia
Ultimo dei quattro figli del panettiere Leonhard Emanuel. Ben presto abbandonò la scuola per un apprendistato come imbianchino dal 1927 al 1930 e successivamente come operaio imbianchino fino al 1938. in quest'ultimo biennio frequentò anche la scuola di arti e mestieri della sua città. Nel frattempo, nel 1931 era morto suo padre e l'anno successivo rimase molto impressionato visitando una mostra di Vincent Van Gogh e fu affascinato anche da Hans Holbein il Giovane e Arnold Böcklin.
Già durante il suo apprendistato come imbianchino, in realtà, dipinse nature morte, paesaggi e copiò pittori famosi. Le sue prime opere originali, tra le quali emerse Emigranti del 1934, lo pose all'attenzione dei critici della città, cui seguì la sua prima mostra in un negozio vuoto. Kämpf non faceva parte di nessun partito politico però sosteneva le cause sociali promosse dalle organizzazioni comuniste, ebraiche e cristiane. Abbandonato il mestiere di imbianchino si dedicò completamente all'arte e partecipò  nel 1941 al primo concorso pubblico, vincendolo, per la realizzazione di un dipinto murale sulla facciata di un orfanotrofio a Basilea. La bozza Dream Flight venne però giudicata non conveniente da parte della commissione dell'orfanotrofio a causa di "motivi morali", perciò il dipinto non verrà eseguito, ma la bozza sarà esposta al Museo d'arte statale della città. Anche nel 1945 progettò il dipinto murale Atlantis per il liceo umanistico, ma anche in questo caso non venne mai realizzato.
Sono anni intensi in cui dipinse molto, anche temi a sfondo religioso. Nel 1948, insieme a Heinrich Barth fondò il gruppo di pittura KREIS 48, assieme a Jean-François Comment, Romolo Esposito, Karl Glatt, Alex Maier, Toni Rebholz, Julie Schätzle, Paul Stöckli, Gustav Stettler e Hans Weidmann che incluse anche gli scultori Peter Moilliet e Theo Lauritzen. Il gruppo espose alla galleria Beyeler di Basilea che proseguirà l'anno successivo a Berna e a Winterthur. Ne fecero parte più saltuariamente anche gli artisti Hanni Salathé e Valery Heussler. Nel 1950 dipinse il graffito Das Meer (Il mare) sulla facciata di una scuola commerciale. Il murale, dopo una campagna di stampa venne rimosso per motivi politici. Egli rappresentò la Svizzera alla Biennale di San Paolo nel 1956.
Nel 1954 Kämpf fece parte di una delegazione che si recò in Cina che comprendeva anche il comico e cabarettista Alfred Rasser (1907-1977). Si dedicò, assieme a Jean Tinguely, Ferdi Afflerbach, Robi Hiltbrand, a dar vita alla banda "Kuttlebutzer" nel 1965  per le feste di carnevale che ogni anno creò maschere e che lui ispirò la serie gotica chiamata "Ghost Train", eventi che per decenni sono stati fotografati da Helen Sager. Trasvolò per la prima volta in America con l'amica Tilly Keiser (1921–2001). I grandi parchi nazionali ma soprattutto l'incontro con la cultura ed il simbolismo degli indiani Navajo ebbero un forte influsso sulla sua pittura. Due anni dopo tornò negli USA solo per incontrare gli indiani ed approfondire le impressioni del primo viaggio.
Nel 1979, all'inizio dell'estate, scoprì di avere un cancro. Si sottopose ad un delicato intervento chirurgico che gli permise di vivere ancora qualche anno e di riprendere la sua attività. L'anno dopo tornò per la terza volta in America a contatto con gli indiani nello Utah. Continuò a dipingere fino alla sua morte che sopraggiunse nel 1982, non prima di aver tenuto altre mostre dei suoi ultimi lavori. Dopo la sua morte si sono tenute alcune mostre: retrospettive del suo lavoro e collettive del gruppo Kreis 48.

## Stile
Nel tempo è cambiata la modalità di stendere il colore, sono mutati i materiali utilizzati così come le stesse superfici sulle quali ha operato: dagli olii con cui ha iniziato ai murales, dagli affreschi per ritornare in tarda età, in parte, al disegno. Un elemento figurativo della sua pittura è rimasto immutato: quello dell'attenzione profonda verso la condizione umana di chi soffre, di chi lavora la terra, di ragazze e ragazzi nella loro semplicità e immediatezza. Per un artista con il suo vissuto forse fu impossibile intraprendere la strada dell'astrattismo, i suoi temi furono tutti entro un ambito sociale, anche se talvolta trasfigurati nel simbolico, come ad esempio, i ricordi della sua vita di quando era ragazzo di una famiglia povera. Questo pensiero lo pose in un forte legame con gli stessi indiani, come se rappresentassero una parentela della stessa degradazione umana da cui egli proveniva. Anche i suoi autoritratti e le figure bibliche non sfuggivano a questa appartenenza, anche se vi aggiunse una sorta di sarcasmo.

## Max Kämpf-Platz
L'architetto Gaetano Castiello ha progettato la piazza nel 2019, che porta il nome dell'artista, ispirandosi soprattutto ai suoi ultimi viaggi tra gli indiani Navajo di cui ha subito molto l'influenza culturale. Ad esempio, ascoltando i loro stregoni in cui il numero quattro appare particolarmente importante, positivamente magico, ricco di simbolismo e santità. Essi credono in quattro mondi successivi. Il quattro rappresenta punti cardinali e le piante sacre: mais, fagioli, zucca e tabacco. Attraverso il quattro si può ottenere la guarigione. Così l'architetto ha disegnato un grande quadridoglio con quattro "piazze" di diversa grandezza ad altezze varibili, percorse da ruscelli, circondate da una settantina di alberi con viali dove è possibile correre ma anche dotate di panchine e spazi per giocare. Anche i materiali prescelti sono stati accuratamenti selezionati sulla base dei colori dei dipinti di Kämpf. Il nuovo quartiere di Basilea si intona alla piazza e viceversa.